# 양혜공 김빈길의 묘역
양혜공 김빈길의 묘역(襄惠公 金贇吉의 墓域)은 전북특별자치도 고창군 고수면 부곡리에 있다. 2009년 12월 28일 고창군의 향토문화유산 제8호로 지정되었다.

## 개요
김빈길은 전라남도 낙안 태생으로 호는 죽강이며 본관은 고성이다. 태조 6년(1397년)에 왜구가 침입하자 의병을 일으켜 낙안에 최초로 토성(현 낙안읍성)을 쌓고 왜구를 토벌한 장수이다. 만년에는 고창에 와서 살았다. 이때 흥덕 사진포(현 흥덕편 사포리)에 왜구가 침입하자 앞장서 노구를 이끌고 왜구를 물리쳐 많은 전공을 세우고 순절하였다. 이에 조정에서는 우의정에 추증하였고 앙혜라는 시호를 내렸으며, 예관을 보내어 예를 갖추어 국장으로 장사를 치르도록 하였다.